# 埃姆林·休斯

埃姆林·休斯，OBE（Emlyn Walter Hughes，1947年8月28日—2004年11月9日）是一名英格兰足球运动员，70年代在利物浦和英格蘭担任队长，被认为是当时最出色的球员之一。因为球风骠悍，被人称为“疯马”。1980年获得官佐勋章，以表彰他在足球方面的卓著贡献。从1970年开始，埃姆林·休斯帮助球队两夺欧洲冠军杯奖杯，并且四次登上英格兰联赛冠军宝座。

## 生平
埃姆林·休斯出生於欖球員家庭，六十年代已加盟英格蘭球會黑池。1967年轉投利物浦，司職中場，以球風強悍聞名，故「瘋馬」之名不脛而走。第一季埃姆林·休斯並沒有為利物浦贏得任何獎項，但已入選國家隊出賽。1970年世界盃，休斯也有入選國家隊出戰。
此後埃姆林·休斯國際賽生涯並沒有留下深刻印象，蓋因英格蘭在1974年世界盃並沒有出席，反而其功績是在球會方面。作為利物浦隊長，休斯帶領該隊贏得1977和1978年歐洲盃冠軍。在為利物浦隊服務的12年職場生涯中，他還為利物浦隊贏得兩屆歐洲錦標賽冠軍，和四屆聯賽冠軍。
此後埃姆林·休斯逐漸淡出，並於1984年宣告退役。作為球員，埃姆林·休斯予人的印象是一名極具比賽熱情的球員，僅在利物浦，他就出場657次。1980年獲得官佐勳章(OBE)，以表彰他在足球方面的卓著貢獻。
退役後的埃姆林·休斯主要把精力放在賽馬之上，也曾擔任球隊領隊以至班主。2004年他因癌症去世，終年57歲。

## 外部連結
- BBC：埃姆林·休斯訃告 （页面存档备份，存于）
- 專訪埃姆林·休斯

1. ↑  . The Rec.Sport.Soccer Statistics Foundation.   [2016-10-06]. （原始内容存档于2016-07-02）.